# Andrzej Stasiuk
Andrzej Stasiuk (č. Andžej Stašuk; Varšava, Poljska 25. rujna 1960.) je poljski pisac, jedan od uspješnijih na međunarodnoj sceni. 
Poznat je po svojoj literaturi u kojoj opisuje putovanja kroz pokrajine Istočne Europe i njihov odnos prema zapadnom svijetu. Kao pacifist dezertirao je iz vojske i zbog toga bio u zatvoru godinu i pol dana.

## Poznatije knjige
- Galicijske priče
- Put u Babadag (opisuje put po zaboravljenoj istočnoj Evropi)
- Zidine Hebrona
- Dukla

Dobitnik je i slovačke nagrade za literaturu - Vilenica.

## Vanjske poveznice

### Mrežna sjedišta
- (polj.) Andrzej Stasiuk - neslužbena stranica
- (polj.) (engl.) (rus.) Andrzej Stasiuk (književnik) na culture.pl
- (engl.) Životopis i intervju na polishwriting.net

### Ostali projekti
|  | Zajednički poslužitelj ima još gradiva o temi Andrzej Stasiuk |